# Языки Казахстана
Казахстан — многонациональное государство. Сегодня в Казахстане — кроме казахов, составляющих 70 % населения — проживают представители более 124 национальностей и народностей, поэтому воспитание толерантности является одной из задач государственной политики.

## Основные языки
По статье 7 Конституции Республики Казахстан в стране государственным является казахский язык. В государственных организациях и органах местного самоуправления наравне с казахским официально употребляется русский язык.

### Государственный язык
Государственным языком Казахстана является казахский язык, который является одним из крупнейших языков тюркской семьи по количествчу носителей. В стране ведётся обширная работа по реформированию и развитию официального статуса государственного языка.
В 2017 году доля населения, владеющего государственным языком, составила 83,1 %. Доля документооборота на казахском языке в центральных и местных исполнительных органах составила 92 %.
В октябре 2023 года Казахстан разработал закон о СМИ, направленный на более широкое использование казахского языка по сравнению с русским. Закон предусматривает, что доля государственного языка на телевидении и радио должна вырасти с 50 % до 70 %, с ростом на 5 % в год начиная с 2025.

## Другие языки
Наряду с казахоязычными и русскоязычными средствами массовой информации в стране издаются газеты и журналы, выходят в эфир передачи на 11 языках, в том числе на украинском, польском, немецком, корейском, уйгурском, турецком и дунганском — правда, в весьма небольшом количестве. В Казахстане действуют 170 воскресных языковых центров.
В Казахстане существует несколько национальных театров — казахский, русский, узбекский, уйгурский, немецкий, корейский.

## Распространение
Владение языками населения:
| Язык            | процент свободно владеющих | особенности                                                                                   |
| --------------- | -------------------------- | --------------------------------------------------------------------------------------------- |
| Казахский язык  | 83,1 %                     | государственный                                                                               |
| Русский язык    | 90 %                       | отсутствие диалектов (литературный русский язык)                                              |
| Корейский язык  | 0,5%                       | северо-восточный (хамгёнский) диалект                                                         |
| Польский язык   | 0,1%                       |                                                                                               |
| Идиш            | 0,1%                       |                                                                                               |
| Украинский язык | 2%                         | распространён в Костанайской и Карагандинской областях                                        |
| Турецкий язык   | 0,4                        |                                                                                               |
| Узбекский язык  | 0,3 %                      | распространён в долине Сырдарьи (в Южно-Казахстанской области), Иканско-карабулакский диалект |
| Уйгурский язык  | 1%                         | юго-восток Казахстана, Илийский диалект                                                       |